# Tractare auto
Tractarea auto este acțiunea prin care un autovehicul defect, avariat sau unul care nu poate fi condus pe drumurile publice este transportat cu ajutorul unei autospeciale de tractări.